# Бернли
Бернли (енгл. Burnley) је град у Уједињеном Краљевству у Енглеској. Према процени из 2007. у граду је живело 73.526 становника.

## Становништво
Према процени, у граду је 2008. живело 73.526 становника.
| 1981.  | 1991.  | 2001.  |
| ------ | ------ | ------ |
| 76,365 | 74,661 | 73,021 |